# Piura
Piura este un oraș din nord-vestul Peruului. Este capitala regiunii Piura   și a provinciei Piura. Populația sa este de 377,496 locuitori.
Aici a fondat conchistadorul spaniol Francesco Pizaroo cel de-al treilea oraș spaniol din America de Sud și primul din Peru, San Miguel de Piura, în iulie 1532. Puira și-a declarat independența pe 4 ianuarie 1821.

## Istorie
Precum majoritatea regiunii din nordul Peruului, teritoriul Piura a fost inițial locuit de grupuri native de autohtoni denumite tallanes și yungas. Acestia au locuit fără vreo organizare sau vreun singur conducator până la apariția culturii Muchik, iar din aceasta mixtură a rezultat culturia Vicús. Câteva secole mai târziu, Piura a fost condusă de Tupac Inca Yupanqui pentru cel putin 40 de ani, înainte de venirea spaniolilor.
Odată cu venirea spaniolilor în 1532, culturile mestizo și creole, existente și în prezent, s-au născut. Cultura mestizo include influențe din regiunile Extremadura și Andalucia și din Africa, datorită sclavilor aduși din Madagascar (sclavi Malgache), din China, datorită emigrării popualației coolies din Canton, pentru a lucra pe culturile de orez, și de asemenea a rromilor, care au sosit ca pirați și, incognito, deghizați ca spanioli, în căutarea perlelor.
Spaniolii au numit orașul după denumirea pirhua, semnificând abundență în dialectul Quechuan. Astăzi, Piura este cunoscut ca Ciudad del eterno calor, însemnând „Orașul eternei călduri”, datorită căldurii persistente pe durata întregului an.

## Turism
Una dintre cele mai cunoscute destinații turistice din Piura este plaja „La Esmeralda”, cunoscută ca, Colan, datorită vecinătății cu orașul Colan. Este o plajă foarte lungă cu ape calde. Localnicii merg acolo în timpul vacanțelor.
Există de asemenea locuri foarte bune pentru practicarea surfingului, precum Mancora Beach și Cabo Blanco.
Piura este deservit de Aeroportul Iberic Internațional Cap. FAP Guillermo Concha.

## Cultura locală
Piura este gazdă unei culturi mestizo (una din cele mai vechi din America de Sud), faimoasă pentru felurile gastronomice precum Seco de chabelo, băuturile pe bază de algarrobina, multe tipuri de fructe de mare și pești, precum Ceviche si Natilla. 
Meșteșuguri populare sunt olăritul, fabricarea pălăriilor și a pieselor din oțel. Micuțul orășel Simbila este recunoscut pentru meșteșugurile manuale și pentru olărit. 
Melodiile tradiționale sunt Tondero și Cumanana, în regiunea Piura și părțile nordice din Lambayegue. Din această regiune au venit și câteva faimoase piese de vals.

## Universități
Universidad de Piura
Universidad Nacional de Piura
Universidad César Vallejo
Filial de la Universidad Alas Peruanas Janet Navas Torres (Campusul principal în Lima)
Filial de la Universidad de Los Angeles de Chimbote (Campusul principal în Chimbote)
Filial de la Universidad San Pedro de Chimbote (Campusul principa în Chimbote)

## Biserici
Iglesia Catedral de Piura, fondată în 1588, localizată în Plena Plaza de Armas, este un simbol al orașului
Iglesia San Francisco, fondată de Ordinul Franciscan 
Iglesia San Sebastian, fondată în 1911
Iglesia Alianza Cristiana and Missionary of Piura
Iglesia Maria auxiliadora

## Orașe înfrățite
- Bahía Blanca, Argentina

- Trujillo, Spain.